# Bình Dương, Vĩnh Tường
Bình Dương là một xã thuộc huyện Vĩnh Tường, tỉnh Vĩnh Phúc, Việt Nam.
Xã Bình Dương có diện tích 7,61 km², dân số năm 1999 là 11382 người, mật độ dân số đạt 1496 người/km².